# Milan Antal
Milan Antal (19. září 1935 Zábřeh – 2. listopadu 1999 Piešťany) byl slovenský astronom.
| Objevené asteroidy (17) | Objevené asteroidy (17) |
| ----------------------- | ----------------------- |
| (1807) Slovakia         | 20. srpen 1971          |
| (3393) Štúr             | 28. listopad 1984       |
| (3730) Hurban           | 4. prosinec 1983        |
| (4573) Piešťany         | 5. říjen 1986           |
| (5025) 1986 TS6         | 5. říjen 1986           |
| (6545) 1986 TR6         | 5. říjen 1986           |
| (7641) 1986 TT6         | 5. říjen 1986           |
| (9543) Nitra            | 4. prosinec 1983        |
| (10293) Pribina         | 5. říjen 1986           |
| (11014) Svätopluk       | 23. srpen 1982          |
| (13916) Bernolák        | 23. srpen 1982          |
| (16435) Fándly          | 7. listopad 1988        |
| (19955) Hollý           | 28. listopad 1984       |
| (20991) Jánkollár       | 28. listopad 1984       |
| (23444) Kukučín         | 5. říjen 1986           |
| (32773) 1986 TD         | 5. říjen 1986           |
| (48413) 1986 TB7        | 9. říjen 1986           |

Během své práce na observatoři Skalnaté pleso objevil řadu asteroidů. Je po něm pojmenovaná planetka (6717) Antal.